# Мітруш Кутелі
Дхімітер Паско (алб. Dhimiter Paskos), відомий під  псевдонімом Мітруш Кутелі (алб. Mitrush Kuteli) — албанський письменник, літературний критик, перекладач, економіст. Вважається засновником сучасної албанської прози.

## Біографія
Дхімітер Паско народився 13 вересня 1907 року у м. Поградец. У 1919 році закінчив початкову школу, а у місцевому виданні «Поградечі» були опубліковані його перші вірші «Мати Албанія» та «Скандеберг».
Після початкової школи вступив до Комерційного інституту в Салоніках;  був засновником асоціації албанських студентів «Костандін Крістофоріді».
У 1928 році переїхав до Бухареста, де продовжив навчання в Академії економічних наук. Відвідував літературні та фольклорні курси інших факультетів, опанував грецьку, латинську, румунську, італійську та французьку мови.
У період з 1928 по 1933 рік редагував літературну рубрику в газеті «Нова Албанія», яка виходила у Констанці. У цьому ж виданні у 1938 році надрукував свої перші оповідання під назвою «Албанські ночі».
У лютому 1934 року здобув ступінь доктора банківської справи та грошових наук. Того ж року почав працювати у Міністерстві фінансів Румунії, зрештою обійнявши посаду директора Національного банку Румунії.
Під час Другої світової війни, через свою діяльність проти проникнення нацистського капіталу до Румунії, був мобілізований та відправлений на Східний фронт.
У вересні 1942 року повернувся до Албанії та протягом майже року працював у торгівельній компанії.
У січні 1945 року був призначений директором Центрального управління Державного банку Албанії.
Будучи незгодним із фінансовою урядовою політикою, у серпні 1946 року пішов у відставку.
16 травня 1947 року був заарештований як «ворог народу» та засуджений до ув'язнення на п'ять років. Звільнений у травні 1949 року.
До 1967 року працював у газеті «Голос народу» та видавництві Наїма Фрашері. Окрім перекладацької роботи писав художні твори, у тому числі й для дітей.
Помер 04 травня 1967 року у Тирані.

## Вибрані твори

### Художні твори
- «Албанські ночі» (збірка оповідань, 1938);

- «Аго Джакупі та інші оповідання» (збірка оповідань, 1943);

- «Капллан Ага і Шабан Шпатєс» (збірка оповідань, 1944);

- «Дашурія і варвар Артан» (1945);

- «Каштановий ліс» (книга для дітей, 1958);

- «Початок» (книга для дітей, 1962);

- «Старі албанські історії» (збірка народних легенд, 1965);

- «У куточку Нижньої Іллірії» (роман, опублікований у 1983 році, після смерті автора)[6].

### Наукові праці
- «Три проблеми Національного банку» (1932);

- «Сільськогосподарські банки балканських держав» (1934);

- «Економічні записки» (1944)[7].

## Вшанування пам'яті
28 квітня 2010 року у м. Поградец був встановлений пам'ятник Мітрушу Кутелю.
08 липня 2022 року був нагороджений Відзнакою Академія наук Албанії за багатий внесок до албанської культури та з нагоди 115-ти річчя від дня народження.